# Ormyrus diffinis
Ormyrus diffinis is een vliesvleugelig insect uit de familie Ormyridae. De wetenschappelijke naam is voor het eerst geldig gepubliceerd in 1832 door Fonscolombe.